# Carga Máxima
Carga Máxima é um filme de ação brasileiro, produzido pela Gullane Entretenimento e conta com roteiro de Leandro Soares e direção de Tomas Portella. O filme estreou mundialmente em 27 de setembro de 2023 na Netflix. É estrelado por Thiago Martins, Sheron Menezzes, Milhem Cortaz e Paulo Vilhena.

## Sinopse
Após perder tudo, o piloto de caminhão Roger (Thiago Martins), a fim de manter sua equipe em uma importante competição, a qual ele disputa com a Rainha (Sheron Menezzes), ele recebe uma oferta tentadora e perigosa: dirigir para uma quadrilha de ladrões de carga, momento em que tudo começa a desmoronar, dentro e fora das pistas.

## Elenco
- Thiago Martins como Roger Sampaio
- Sheron Menezzes como Rainha
- Milhem Cortaz  como Fumaça
- Paulo Vilhena como Afonso Marques
- Evandro Mesquita como Odilson
- Raphael Logam como Danilo Alves
- Orã Figueiredo como Mário
- Vitória Valentin como Barbara Alves